# Польське геронтологічне товариство
Польське геронтологічне товариство (пол. Polskie Towarzystwo Gerontologiczne) — польське наукове товариство, засноване в 1973 році.

## Опис діяльності
Відповідно до Статуту, метою створення та діяльності даного Товариства є підтримка і розвиток науки в області геронтології, а також висвітлення та дослідження питань соціальної, клінічної та теоретичної геронтології.

### Склад
До складу Товариства входять 14 територіальних філій і 2 наукові секції — секція експериментальної геронтології та секція реабілітації.

### Видавнича діяльність
Офіційним друкованим органом Товариства є науковий журнал «Gerontologia Polska».

### Сьогодення
Товариство є членом «Міжнародної асоціації геронтології та геріатрії» (англ. International Association of Gerontology and Geriatrics).
Головою Товариства є доктор медичних наук, професор Катажина Вечоровська-Тобіс.
Актуальна інформація про діяльність Товариства публікується на сайті www.gerontologia.org.pl.